# حالة مجازية

الحالة المجازية  (بالإنجليزية: Virtual state)‏ في الفيزياء تصف حالة وسطية لأحد الأنظمة المكونة من عدة جسيمات . وقد تصف حالة كمومية تظهر لفترة قصيرة جدا لا يمكن رؤيتها أو حالة حقيقية لكنها غير مستقرة.